# Mariano Rivera
Mariano Rivera (Panama-Stad, 29 november 1969) is een voormalig Panamees honkbalpitcher. Rivera speelde tot het eind van 2013 voor de New York Yankees, waarvoor hij in 1995 zijn debuut maakte in de Major League Baseball. Rivera was sinds 1997 een zogeheten closer en werd voornamelijk ingezet in de laatste inning(s) van een wedstrijd als zijn team een kleine voorsprong verdedigt. Rivera was uitermate succesvol en alom wordt verwacht dat hij in de Hall of Fame terecht zal komen. Zijn handelsmerk was de cutter die hij afwisselde soms met een change-up om de slagman in verwarring te brengen. Zijn exceptionele controle over de cutter, die een slingerende beweging maakt en aan het eind plotseling afbuigt van een rechtshandige slagman zodat er slecht op te slaan is maakte hem als closer in een wedstrijd moeilijk te verslaan.
Met de Yankees won Rivera 5 keer de World Series. Ook won hij meerdere individuele prijzen, waarvan de belangrijkste zijn uitverkiezing tot Beste speler in de World Series, in 1999, was.
Op 19 september haalde de werper zijn 602de save in zijn carrière. Hij ging daarmee de recordhouder tot dan toe, Trevor Hoffman voorbij.
- International Standard Name Identifier: 0000 0000 4062 9883
- Library of Congress Control Number: n2007072083
- Bibliotheek van het Japanse parlement: 001220019
- SNAC: w6wq4qw0
- Virtual International Authority File: 28987095
- WorldCat: E39PBJwdj44dkfQBvTHyCfBHG3